# Corsicana
La ville de Corsicana est le siège du comté de Navarro, dans l’État du Texas, aux États-Unis. Sa population s’élevait à 23 770 habitants lors du recensement de 2010, estimée à 23 987 habitants en 2016.

## Histoire
Corsicana a été fondée en 1848. José Antonio Navarro (en) a choisi son nom en hommage à la Corse, où son père, Ángel Navarro, est né.
Le musicien Rubberlegs Williams (en) interprète un morceau de jazz Corsicana.

## Transports
La ville possède un tramway à traction électrique depuis le 30 septembre 1931. Il se situe sur l'Interstate 45.
Corsicana dispose d'un aéroport municipal (Corsicana Municipal Airport, code AITA : CRS).